# Daniel (Datuaszwili)
Daniel, imię świeckie Dawit Datuaszwili (ur. 29 maja 1955 w Tbilisi) – gruziński duchowny prawosławny, od 2010 metropolita cziaturski i saczcherski.

## Życiorys
4 czerwca 1983 otrzymał święcenia diakonatu, a 28 sierpnia 1985 prezbiteratu. 22 maja 1992 otrzymał chirotonię biskupią. 28 listopada 2000 podniesiony został do godności metropolity suchumskiego. Funkcję tę pełnił do 2010, kiedy to objął eparchię w Cziaturze.